# خلق ۳۷۸۹
سیارک ۳۷۸۹ (به انگلیسی: 3789 Zhongguo، نامگذاری:1928UF) سه هزار و هفتصد و هشتاد و نهمین سیارک کشف شده‌است که در ۲۵ اکتبر ۱۹۲۸ کشف شد.
قدر مطلق سیارک برابر ۱۲٫۴۰ است.